# ブリオン市

州内でのブリオン市の位置

ブリオン市（ブリオンし、スペイン語 Municipio Brión）は、ベネズエラのミランダ州にある市である。かつてのブリオン郡の大部分を占める。市庁所在地はイゲローテ。面積531km2、2001年調査による人口は4万5,346人。

## 地理
ミランダ州の北端部に位置し、北と東でカリブ海に面する。市域の北半分はコスタ山脈（カリベ山脈）の東の端にあたり、コデサ岬まで丘陵が続く。岬の南はブチェ湾である。南半分はバルロベント平野の北の端にあたり、中心市街地イゲローテはこの平野の海岸にある。ミランダ州最大の河川であるトゥイ川は、市の南東端で海に出る。
- 川 - トゥイ川、トゥイ川旧河口水路、カパジャ川、クリエペ川、アリカグア川

### 構成する区と中心となる町
以下の3区。
- イゲローテ区 - イゲローテ
- クリエペ区 - クリエペ
- タカリグア区 - タカリグア・デ・ブリオン

### 隣接する市町村
- ミランダ州 - アセベド市、アンドレスベジョ市、パエス市、ブロス市
- バルガス州 - バルガス市

## 歴史
1980年代に、かつてのブリオン郡4市のうちブロス市を除く3市がブリオン市になった。